# Bernard von Botonus
Bernard von Botonus (* ? in Parma; † 24. März 1266 in Bologna) war ein führender Kanonist. Nach seinem Geburtsort wird er auch als Bern(h)ardus Parmensis bezeichnet. Bekannt wurde er als der führende Glossator (Kommentator) des kirchenrechtlichen Textes Decretales Gregorii IX.

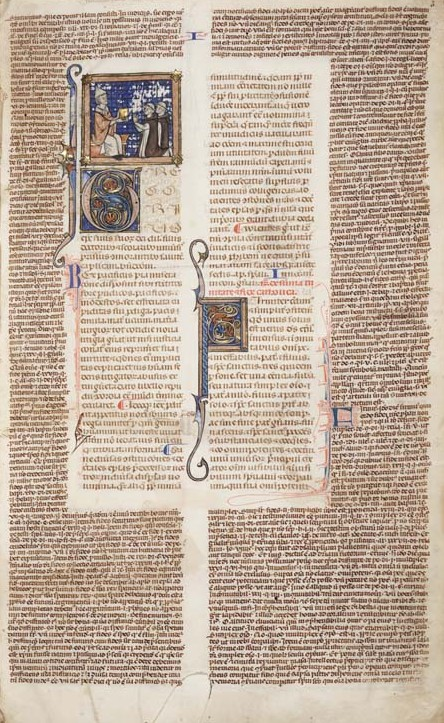
Dekretalen (innerer Schriftspiegel) und der Kommentar des Bernard von Botonus (äußere Spalten)

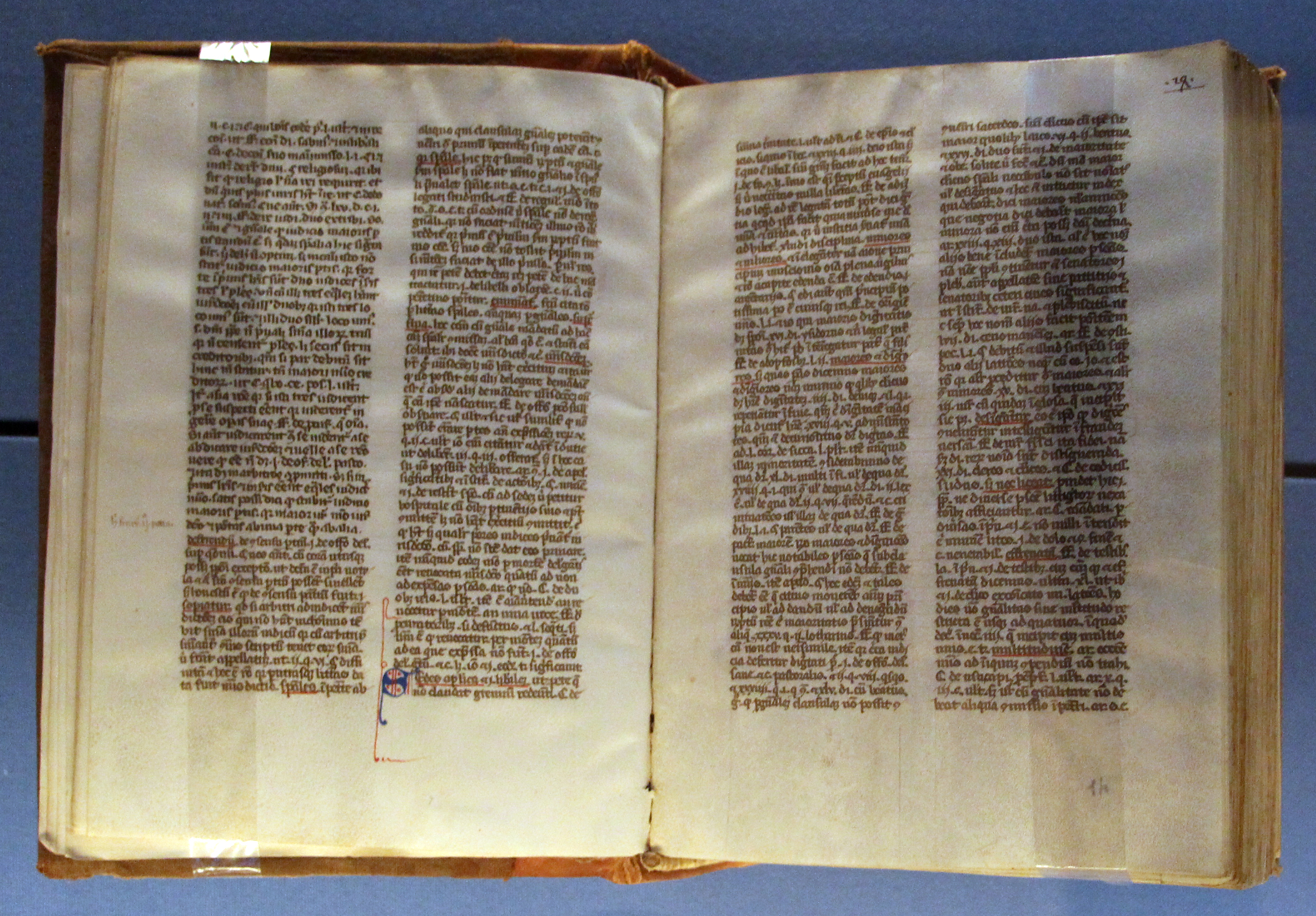
Die Glossa ordinaria des Bernard von Botonus

## Leben
Bernard studierte an der Universität Bologna, unter anderem bei Tankred von Bologna und Vincenzo Ispano. 1232 wird er als Magister erwähnt. Er erhielt die Stelle eines Stiftsherren an der Kathedrale von Bologna. Bernhard wurde Lehrer des Kirchenrechts an der Universität Bologna und deren Kanzler. Weiter war er Kaplan der Päpste Innozenz IV. und Alexander IV., für die er auch als Berater in Rechtsfragen tätig war. Am 10. Juni 1262 verfasste er ein Testament, das er am 9. Juni 1265 ergänzte und bestätigte. Er wollte neben seinem Lehrer, Tancredi, in der Kathedrale von Bologna bestattet werden. Seine Bücher vermachte er seinem Neffen Gerardo.

## Werk

### Beschreibung
Weit über seinen Tod hinaus bekannt wurde Bernhard als der führende Glossator der Dekretalen Papst Gregor IX. (auch: Liber Extra von 1234), ein Rechtstext, der erst 1917 durch den Codex Iuris Canonici abgelöst wurde. Seine Kommentierung folgt völlig der Abfolge der Dekretalen und systematisiert noch nicht. Er vollendete seine Arbeit nach 30 Jahren 1263. Zuvor waren aber schon einzelne Abschnitte des Textes im Umlauf. Seine Kommentierung war schon bald als die Standard-Kommentierung zu den Dekretalen anerkannt und wurde als Glossa Ordinaria bezeichnet. Bernard kommentierte darüber hinaus auch weitere kirchenrechtliche Texte. Er arbeitete dabei schon mit einem Quellennachweis, indem er sorgfältig vermerkte, von wem die Information stammte, die er wiedergab. Eigene Schlussfolgerungen kennzeichnete er mit dem Vermerk „Ber.“ oder „Bern.“

### Werke
- Glossa Ordinaria (zu den Dekretalen Georg IX.)
- Summa super tittilis Decretalium[7]
- Casus Longi, eine weitergehende Kommentierung einzelner Dekretalen Papst Gregor IX., ihrer tatbestandlichen und rechtlichen Probleme.[8]
- Die Zuweisung des Manuskripts Consilium magistri Bernardi doctoris Decretalium, von dem nur ein Exemplar erhalten ist, an Bernard ist nicht sicher.[9]

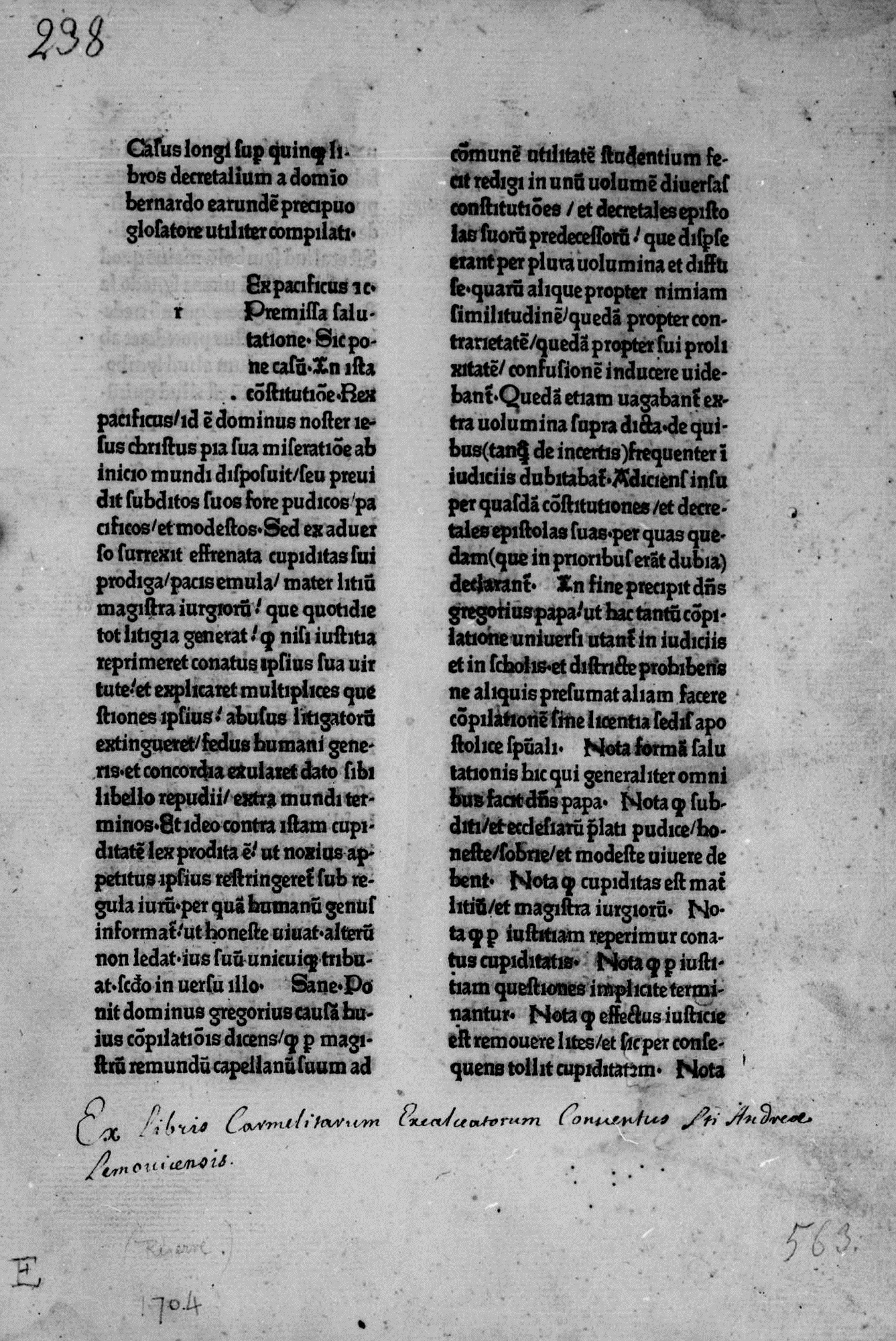
Casus longi super quinque libros Decretalium, Paris 1475

## Wissenswert
Die Glossa Ordinaria von Bernard erschien zwischen 1468 und 1471 erstmals als gedrucktes Buch in Straßburg bei Heinrich Eggestein und 1473 bei Peter Schöffer in Mainz.
Bernard von Botonus ist nicht zu verwechseln mit Bernhard von Pavia.